# Cyberforce
Cyberforce è un gruppo di personaggi dei fumetti, supereroi protagonisti di un'omonima serie, creata dal disegnatore Marc Silvestri (che ha partecipato anche all'elaborazione del soggetto) e dallo scrittore Eric Silvestri nel 1992, pubblicata inizialmente dalla Image Comics. Silvestri si occupò inizialmente sia del testi che dei disegni e avrebbe voluto continuare a farlo, ma la serie passò in mano ad altri disegnatori fra cui David Finch. Inizialmente la serie fu pubblicata dalla Image tramite gli Image Studios, uno studio che Silvestri condivideva con Jim Lee, come miniserie in 4 episodi (vol. 1, 1992–1993). Poco dopo, Silvestri fondò Top Cow Productions e Cyberforce divenne una serie mensile regolare, durata 35 numeri (vol. 2, 1993–1997). I primi numeri di questa serie si intrecciarono in un crossover intitolato Killer Instinct. Da allora Cyberforce è stata pubblicata da Top Cow.